# مارمارا
مارمارا (به ترکی استانبولی: Marmara District) یک منطقهٔ مسکونی در ترکیه است که در استان بالیکسیر واقع شده‌است.